# Neo Rauch
Neo Rauch (Leipzig, 18 de abril de 1960) é um pintor alemão internacionalmente considerado um dos mais significativos de sua geração. É também o representante mais conhecido da chamada Nova Escola de Leipzig. Suas pinturas monumentais tem como influência a obra de surrealistas como Giorgio de Chirico e René Magritte.
Rauch é um artista alemão cujas pinturas visam a intersecção da sua história pessoal com as políticas da alienação industrial. Seu trabalho reflete a influência do realismo socialista e deve muito aos surrealistas Giorgio de Chirico e René Magritte, ainda que Rauch hesita em se alinhar ao surrealismo. Rauch estudou na Hochschule für Grafik und Buchkunst Leipzig, e vive em Hochschule für Grafik und Buchkunst Leipzig, perto de Leipzig, Alemanha. Trabalha como o principal artista da New Leipzig School. É representado pelas galerias EIGEN + ART Leipzig/Berlin e pela David Zwirner, New York.
As pinturas de Rauch sugerem uma intenção narrativa, porém, como a historiadora da arte Charlotte Mullins explica, uma análise mais próxima e detalhada imediatamente revela enigmas: “Elementos arquitetônicos se destacam; homens em uniformes através da história intimidam homens e mulheres de outros séculos; grandes ações sofridas ocorrem, mas sem razão aparente; os estilos se alteram facilmente”.
Os pais de Rauch morreram em um acidente de trem quando ele tinha apenas quatro semanas de vida. Seu pai, Hanno Rauch tinha 21 anos, enquanto sua mãe, Helga Wand apenas 19 anos – na época ambos estudavam arte na Hochschule für Grafik und Buchkunst Leipzig (Academia de artes visuais de Leipzig). Neo Rauch cresceu com seus avós em Aschersleben e passou no exame admissional em Thomas-Müntzer-Oberschule (agora Ginásio Stephaneum). Ele estudou pintura na Hochschule für Grafik und Buchkunst Leipzig e então foi estudante mestre com o professor Arno Rink (1981–1986) e com o professor Bernhard Heisig (1986–1990). Depois da queda da Alemanha socialista em 1990, Rauch trabalhou de 1993 até 1998 como assistente de Arno Rink e Sighard Gille na Leipziger Akademie.
Em 2004, ele selecionou EASTinternational com Gerd Harry Lybke.
De agosto de 2005 até fevereiro de 2009, ele foi professor na Leipziger Hochschule für Grafik und Buchkunst. Junto a Timm Reutert e foi curador da exibição "Man muss sich beeilen, wenn man noch etwas sehen will..." ("Deve se apressar se quiser ver alguma coisa...") na Gut Selikum em Neuss.
Rauch trabalha com sua esposa e artista Rosa Loy no antigo moinho de algodão, Leipziger Baumwollspinnerei, sobre o qual ele diz ser um local de concentração e inspiração. “Aqui as melhores ideias vêm a mim”.
Ele é o tema do filme de 2016 Neo Rauch – Gefährten und Begleiter, dirigido por Nicola Graef.
Rauch venceu o Vincent Award em 2002, o qual recebeu um correspondente show solo no Bonnefanten Museum em Maastricht, Holanda, no mesmo ano. Em 2010, Rauch teve sua primeira retrospectiva em museus, a qual foi sediada juntamente pelos Museum der bildenden Künste em Leipzig e Pinakothek der Moderne, Munique, amos na Alemanha. Em 2011, uma seleção de seus trabalhos da sua retrospectiva viajou então para a Zachęta National Gallery of Art em Warsaw, Polônia. Em 2007 a Galerie Rudolfinum em Praga exibiu uma restrospectiva intitulada "Neue Rollen”, organizada pelo Kunstmuseum Wolfsburg, de 13 anos de trabalhos de Rauch.
Outras exibições solo inclui o Musée d’art contemporain de Montréal, Montreal, Canadá (2006); Kunstmuseum Wolfsburg, Wolfsburg, Alemanha (2006); Centro de Arte Contemporáneo Málaga, Málaga, Espanha (2005); e o Albertina, Vienna, Austria (2004). Seu trabalho foi apresentado na Carnegie International de 2005 em Pittsburgh, Pennsylvania, EUA, e teve sua primeira exibição solo em museu norte americano no Saint Louis Art Museum em St. Louis, Missouri em 2003-2004. Em 2013, ele atingiu sua primeira exibição solo na Bélgica, no Centre for Fine Arts em Bruxelas, chamada de Neo Rauch: A Obsessão do Demiurgo, Trabalhos selecionados 1993-2012.
Ao pintar, "Característica, sugestão e eternidade" são importantes marcas de qualidade para Rauch.
“Eu vejo o processo de pintura uma extraordinária forma natural de descobrir o mundo, quase tão natural quanto respirar, quase inteiramente sem qualquer intenção de fazê-lo. É predominantemente limitado ao processo de um fluxo concentrado. Eu estou deliberadamente negligenciando a contemplar as influências catalíticas que teriam o poder de indeterminar a inocência dessa estratégia, porque eu gostaria de expressar um grau de claridade nessas linhas, por exemplo. Eu vejo a mim mesmo como um tipo de gentil sistema peristáltico de filtração em um rio de tempo...”